# 막낀코안
막낀코안(베트남어: Mạc Kính Khoan / 莫敬寬 막경관, ? ~ 1638년)은 대월 막 왕조의 제8대 황제(재위: 1621년 ~ 1638년)이다. 화위왕(和威王) 막낀중(莫敬用)의 아들로 막낀꿍(莫敬恭)의 조카이다.

## 생애
즉위 전에 경왕(慶王)에 봉해졌다.
1594년, 막낀꿍이 후 레 왕조의 찐뚱에게 패하여 사명부(思明府)로 달아났고, 명나라에 칭신했다. 막낀코안은 부(部)를 거느리고 타이응우옌(太原)을 근거지로 삼아 지켰으며 백부 막낀꿍과 회합했다.
1621년, 막낀꿍이 경왕 막낀코안에게 양위했고, 이후 대자현(大慈縣)에서 칭제하여 연호를 롱타이(隆泰)로 개원했고, 막낀꿍을 태상황으로 높였다.
1623년, 찐뚱이 죽고 찐짱과 찐쑤언이 쟁립하자 막낀코안이 기회를 틈타 군사를 거느리고 남쪽을 쳤으며, 동시에 각 로(路)의 세력을 선동하여 병사를 일으켜 반란하도록 했다. 병사가 가림현(嘉林縣)에 이르렀으나 8월에 찐짱의 공격을 받아 패했고, 전군이 몰살당했다. 막낀코안은 겨우 몸만 건져 산림 가운데로 도망가 까오방으로 돌아갔다.
1625년, 찐짱이 까오방을 함락해 막낀꿍과 황태자 등을 잡아 죽였으며, 막낀코안과 그의 차자 막낀부는 명나라로 도망했다. 같은 해 사람을 후 레 왕조로 보내 항복을 표하였고, 막 왕조의 연호를 제거하고 후 레 왕조의 정삭을 받들었다. 명나라의 압력 아래 후 레 왕조는 막낀코안을 태위(太尉), 통국공(通國公)에 봉하였으며 까오방으로 돌아오는 것을 허락했다. 이후 막 왕조의 군사 실력은 더욱 쇠약해졌으며 아울러 후 레 왕조에게 조공해야 했다.
1638년, 막낀코안이 병으로 죽자 막낀부가 뒤를 이었다.
| 전 임 막낀꿍 | 제8대 대월 막 왕조의 황제 1621년 ~ 1638년 | 후 임 막낀부 |